# 冕鸠
冕鸠（学名：Microgoura meeki）或称索羅門冕鴿、什瓦札爾雞鳩，是一種懷疑已滅絕的鴿，生活在太平洋的所羅門群島。牠們最初是由羅思柴爾德（Walter Rothschild）於1904年描述。

## 描述
索羅門冕鴿是世界上最易认出的鴿之一。牠們長約30厘米，大小如雞。頭上有深藍色的冠，前額及面部呈黑色，頭部其他部份散佈一些紅色的羽毛。翕及胸部呈深藍色，背部下方呈褐色。
索羅門冕鴿的雙翼及臀部呈橄欖褐色，尾巴呈深褐色及帶有紫色。腹部呈栗褐色。喙的上面呈黑色，下面呈紅色。雙腳呈紫紅色。雄性與雌性之間是否有分別則不明。

## 滅絕
索羅門冕鴿是由Albert Stewart Meek於1904年發現，牠當時射殺了六隻索羅門冕鴿，並交與位於特靈的沃爾特·羅思柴爾德動物學博物館。另外亦有採集了一隻索羅門冕鴿的蛋。
羅思柴爾德將五個索羅門冕鴿的毛皮售與紐約的美國自然歷史博物館。於1927年及1929年的旅程中沒有再發現標本，估計牠們是被人類獵殺及被貓與狗掠食而滅絕。

## 外部連結
- 索羅門冕鴿圖片一
- 索羅門冕鴿圖片二 （页面存档备份，存于）